# Grafschaft Orléans
Die Grafschaft Orléans war ein Nachfolger des merowingischen Königreichs von Orleans.
Ab 987 im Besitz Hugo Capets, wurde es Teil der Domaine royal (Krondomäne) und war damit, neben der Grafschaft Étampes, der wesentliche Besitz der französischen Krone in dieser Zeit.
Ab dem 14. Jahrhundert wurde die Grafschaft Orléans als Herzogtum Orléans an Mitglieder königlichen Familie abgegeben.

## Herrscherliste

### Grafen von Orléans
- ???–822 Hadrian († 822) Graf von Orléans ⚭ Waldrat aus dem Haus der Widonen
  - Wiltrud von Orléans, Erbtochter Hadrians ⚭ Robert III., Graf im Oberrheingau († vor 834) (Robertiner)
- 822–827 ???
- 827–830 Matfried I. von Orléans (um 795–836) Graf von Orléans, Februar 828 abgesetzt (Matfriede)
- 830–834 Odo von Orléans (X 834), 821–826 Graf im Lahngau, 828–834 Graf von Orléans, ⚭ Ingeltrud, Tochter des Leuthard, Graf von Fézensac (Matfriede)
- 834–866 Wilhelm von Orleans
- 866–??? Robert der Tapfere
- ???–882 Matfried II. (820-nach 882) Graf von Orléans, Sohn Matfrieds I.
  - Aubry, 886 Vizegraf von Orléans

### Robertiner
- Robert (X 923), Enkel Wiltruds von Orléans, 893 Graf von Orléans, 922 König von Frankreich
- Hugo der Große († 956) 922 Herzog von Neustrien, Graf von Orléans
- Hugo Capet († 996) 956 Graf von Poitou, Graf von Orléans, 987 König von Frankreich

### Vizegrafen von Orléans
- Aubry (Albericus), Vicomte d’Orléans 886 (Stammliste der Montmorency)
- Geoffroy (Gaufredus), Vicomte d’Orléans 933/942, vielleicht dessen Sohn
- Aubry (Albericus), Vicomte d‘Orléans 957/966, vielleicht dessen Sohn